# Грім (БПЛА, Росія)
Грім (рос. «Гром») — російський перспективний безпілотний літальний апарат компанії «Кронштадт».

## Загальні відомості
Вперше було представлено на форумі «Армія-2020».
Безпілотник «Грім» здатний не тільки завдавати ударів власним озброєнням, а й управляти роєм із 10 одиниць ударних дронів «Блискавка», які запускаються з іншого авіаційного носія.
Озброєння розміщуватимуться на чотирьох точках підвіски — дві під крилами й дві всередині фюзеляжу."Грім" може нести керовані ракети Х-38 класу «повітря-поверхня».
Для приведення безпілотника в рух передбачається використовувати турбореактивний двигун АІ-222-25, який використовується на навчально-тренувальному літаку Як-130. У конструкції «Грома» застосовані стелс-технології для зменшення його радіолокаційної помітності. Розробники передбачають, що «Грім» може бути частиною бойової системи, керованої з літаючого командного пункту, розташованого на борту літака Ту-214Р.
Корпорація «Тактичне ракетне озброєння» розробила для цього дрона ракети «повітря-поверхня», підготувала авіаційну керовану ракету «виріб 85», а також керовані авіабомби КАБ-250 і КАБ-500. «Гром» діятиме у зв'язці зі винищувачами типу Су-35 та Су-57. Основне завдання цього БПЛА — зберегти життя пілотів і літаки, що пілотуються.
За ідеєю розробників, «Грім» має летіти попереду основної групи авіації на віддаленні кілька сотень кілометрів і провокувати супротивника відкрити вогонь. Після того, як засоби ППО виявляють себе і намагаються збити атакуючих, група з 10-12 дронів «Блискавка» (рос. Молния) завдають удару сил протиповітряної оборони всім арсеналом. Після цього «Грім» відходить назад, відкриваючи дорогу фронтової авіації — винищувачам Су-57 і бомбардувальникам Су-34, на допомогу яким підключають С-70 «Мисливець».

## Технічні характеристики
- Злітна маса — 7 тонн
- Розмах крила — 10 метрів
- Висота — 3,8 метра
- Довжина — 13,8 метра
- Корисне навантаження — 1,3 тонни (за іншими відомостями — 2 тонни)
- Швидкість — до 1 000 км/год.
- Крейсерська швидкість — 800 км/год
- Практична стеля — 12 000 метрів
- Дальність — 800 км